# Skipping Stones
Skipping Stones (bra:Segredos de Família) é um filme dirigido por SJ Creazzo apresentado em 2020 no Long Island International Film Expo sobre uma jovem em luto pela morte de seu irmão que acaba por encontrar uma amizade com o melhor amigo dele. No Brasil, foi anunciado como um dos títulos da Elite Filmes no Cinema Virtual para março de 2021, mas o lançamento não aconteceu.

## Elenco
- Nathaniel Ansbach como David
- Gabrielle Kalomiris como Amanda
- Michael Ironside como Sr. Travers
- Patricia Charbonneau como Senhorita Travers
- Chase Masterson Senhorita McDowell
- Daniel Hugh Kelly como Sr. McDowell
- Justy Kosek como Doug
- Michael Spellman como James
- Diana Cherkas como Jane
- Anne Griffin como Violet
- Alison Stover como Roxanne
- Lisa Hampton como Sloane
- Ashlyn Alessi como Becky
- Varvara Cardenas como Kelly